# Budai szerb ortodox egyházmegye
A Budai (szerb ortodox) egyházmegye (szerbül: Будимска епархија (cirill) avagy Budimska eparhija (latin)) a szerb ortodox egyház egyik, Magyarország mai területén egyedüliként fennmaradt , így az ország teljes területét lefedő egyházmegyéje A püspöki székhelye Szentendrén (szerbül: Сентандреја avagy Sentandreja) található. A Szerbiában található Peći patriarchátus alá tartozik.
Az egyházmegye nevében található Budai  (szerbül: Будим or Budim) kifejezés a korábbi székvárosra, 1873-ban (többek közt) Pesttel Budapest néven egyesülő Budára utal. Az aktus nem befolyásolta az egyházmegye elnevezését, az az eredeti nevét viseli mind a mai napig.

## Püspökök
A budai szerb ortodox püspökök listája:
- Sevastijan (†1662);
- Simeon (around 166?);
- Viktor (1660—1668 és 1680—1684);
- Kiril (1668—1680);
- Jeftimije Popović (1695—1700);
- Vikentije Popović-Hadžilavić (1708—1713);
- Mihailo Milošević (1716—1728);
- Vasilije Dimitrijević (1728—1748);
- Dionisije Novaković (1749—1767);
- Arsenije Radivojević (1770—1774);
- Sofronije Kirilović (1774—1781);
- Stefan Stratimirović (1786—1790);
- Dionisije Popović (1791—1828);
- Stefan Stanković (1829—1834);
- Justin Jovanović (1834);
- Pantelejmon Živković (1836—1839);
- Platon Atanacković (1839—1851);
- Arsenije Stojković (1852—1892);
- Lukijan Bogdanović (1897—1908);
- Georgije Zubković (1913—1951);
- Hrizostom Vojinović (1951—1952);
- German Đorić (1952—1956);
- Arsenije Bradvarević (1960—1963);
- 1963-1988 különböző adminisztrátorok;
- Danilo Krstić (1988—2002 között adminisztrátor, 1984—1988);
- Lukijan Pantelić (2002—hivatalban).

Az egyházmegye területén két kolostor található:
- Szerb ortodox kolostor és templom (Grábóc)
- Szerb monostor (Ráckeve)

## Fordítás
Ez a szócikk részben vagy egészben  az   Eparchy of Buda című angol Wikipédia-szócikk fordításán alapul.  Az eredeti cikk szerkesztőit annak laptörténete sorolja fel. Ez a jelzés csupán a megfogalmazás eredetét és a szerzői jogokat jelzi, nem szolgál a cikkben szereplő információk forrásmegjelöléseként.